# 1602 a tudományban
Az 1602. év a tudományban és a technikában.

## Események
- Az Oxfordi Egyetemen megnyílik a Bibliotheca Bodleiana.

## Felfedezések
- március 20. – A Holland Kelet-indiai Társaságot megalakítja a Holland Parlament Az Egyesült Kelet-Indiai Társaság néven.
- május 15. – Bartholomew Gosnold az első európai, aki felfedezi a Cod-fok-ot

## Fizika
- Galileo Galilei felfedezi, hogy a hajítási görbe parabola.

## Születések
- augusztus 10. – Gilles de Roberval matematikus († 1675)
- november 20. – Otto von Guericke természettudós († 1686)